# Ministro presidente dell'Ungheria
Il primo ministro dell'Ungheria (in ungherese Miniszterelnök) è il capo del governo dell'Ungheria. Viene nominato dal presidente dell'Ungheria in base alla maggioranza presente all'Assemblea nazionale e risiede nella chiesa carmelitana di Buda.

## Nomina
Secondo le disposizioni della Costituzione, il capo di Stato è tenuto a nominare ministro presidente il leader del partito politico che ottiene la maggioranza dei seggi nell'Assemblea Nazionale. Se non esiste un partito che ha la maggioranza, il presidente svolge delle consultazioni con i leader di tutti i partiti rappresentati in Assemblea e nomina la persona che ha più probabilità di ottenere una maggioranza in Assemblea, che viene quindi formalmente eletta da una maggioranza semplice dei voti dell'assemblea. Di solito, quando si verifica questa situazione, il ministro presidente è il leader del partito che ha la maggior parte dei seggi all'interno della coalizione di governo.

## Ruolo e funzioni
Il ministro presidente ha un ruolo di primo piano nel ramo esecutivo in conformità con la Costituzione ungherese, che gli conferisce il potere di "definire la politica generale del governo". Il ministro presidente seleziona i ministri di gabinetto e ha il diritto esclusivo di licenziarli. I candidati al gabinetto compaiono davanti a una o più commissioni parlamentari in audizioni consultive aperte. Devono quindi sottoporsi a un voto del Parlamento ed essere formalmente approvati dal presidente della Repubblica.